# Балашов, Никита Александрович
Ники́та Алекса́ндрович Балашо́в (род. 19 июня 1991, Раменское, СССР) — российский профессиональный баскетболист, играющий на позиции тяжёлого форварда.

## Карьера
В сезоне 2010/2011, в составе московского «Динамо», провёл 16 матчей, где в среднем набирал по 1,9 очка и 1,7 подбора.
В июле 2011 года перешёл в «Красные крылья», проведя в них 2 года. В сезоне 2012/2013, в матчах ПБЛ, Балашов в среднем набирал 6,6 очка и 4 подбора. В Единой лиге ВТБ и Кубке вызова ФИБА показатели были выше: 7,3 очка, 4,6 подбора и 8,1 очка, 5,4 подбора.
В июне 2013 года подписал 2-летний контракт с «Химками». В 15 играх Единой лиги ВТБ Балашов набирал в среднем 2,7 очка и 1,3 подбора за 10 минут на площадке. Показатели в Еврокубке: 1,5 очка, 1,3 подбора за 7 минут.
Летом 2014 года Балашов подписал контракт по схеме 1+1 с «Локомотив-Кубань».
В ноябре 2016 года Балашов стал игроком «Пено жвайгждес».
В августе 2018 года Балашов перешёл в «Нявежис».
В июне 2019 года Балашов продолжил карьеру в «Восток-65».
В мае 2021 года Балашов перешёл в «Уралмаш».
В сезоне 2022/2023 Балашов во второй раз стал чемпионом Суперлиги.

## Сборная России
В 2011 году, в составе молодёжной сборной России, принял участие в чемпионате Европы (до 20 лет). В среднем за игру Никита набирал 7,2 очка и 3,6 подбора.
В июле 2013 года, в составе студенческой сборной России, стал победителем Универсиады.
Летом 2013 года Балашов был включён в расширенный состав сборной России, готовившейся к Евробаскету-2013, но в итоговую заявку на турнир не попал.
В 2014 году Балашов приглашён в резервную сборную России, с которой стал победителем Кубка Станковича.
Летом 2016 года Балашов получил приглашение в «Открытый лагерь РФБ», по итогам которого несколько игроков смогут присоединиться к тренировкам основной сборной России. После заключительного этапа подготовки и лагеря в целом, решением тренерского штаба во главе с Сергеем Базаревичем, Балашов продолжил работу с национальной командой.
В ноябре 2017 года Балашов был вызван на сбор для подготовки к отборочным играм на чемпионат мира-2019.
В сентябре 2018 года Балашов принял участие в Кубке Кондрашина и Белова.
В июне 2019 года Балашов был включён в список кандидатов на участие в сборе перед Чемпионатом мира-2019.
В январе 2020 года Балашов был включён в расширенный состав сборной России на отборочные игры Евробаскета-2021.

## Достижения

### Клубные
- Бронзовый призёр Евролиги: 2015/2016
- Обладатель Кубка вызова ФИБА: 2012/2013
- Чемпион Балтийской лиги: 2017/2018
- Чемпион Суперлиги (2): 2021/2022, 2022/2023
- Обладатель Кубка России (2): 2011/2012, 2012/2013
- Серебряный призёр Кубка России: 2020/2021
- Бронзовый призёр Кубка России (2): 2019/2020, 2023/2024
- Чемпион Единой молодёжной лиги ВТБ: 2013/2014

### Сборная России
- Обладатель Кубка Станковича: 2014
- Чемпион Универсиады: 2013

- В составе Уралмаша